# 円谷昌弘
円谷 昌弘（つぶらや まさひろ、1958年 - 2019年10月27日）は、円谷プロダクション 第5代目社長で、監督、プロデューサー。圓谷昌弘とクレジットされる作品もある。

## 人物
1958年、円谷一の長男として生まれる。祖父は円谷英二で、円谷英明（円谷プロダクション第6代目社長）、俳優の円谷浩は弟、円谷一美は妹、円谷一夫（円谷プロダクション第4代目社長、元・円谷プロダクション名誉会長）は従弟、元・歌手の円谷優子は従妹にあたる。
1990年の『ウルトラマンM715』にてウルトラシリーズ初参加。『甦れ!ウルトラマン』『ムーンスパイラル』では監督を務める。

### セクハラ疑惑
2003年、円谷プロ 第5代目社長に就任したが、同プロの女性社員からセクハラで民事訴訟を起こされる。裁判後は社長から重役に降格して同プロに在籍を続けるが、翌年になってから退社。
その後『円谷英二の言葉』（文春文庫）の鼎談にて、数年振りに表舞台に姿を見せる。

## 参加作品
- ウルトラシリーズ
  - ウルトラマンM715（担当）
    - ウルトラマンM715 ウルトラヒーロー必殺技大研究（製作担当）

  - 平成ウルトラセブン（プロデュース）
    - ウルトラセブン 太陽エネルギー作戦
    - ウルトラセブン 地球星人の大地
    - ウルトラセブン誕生30周年記念3部作
    - ウルトラセブン1999最終章6部作
    - ウルトラセブン誕生35周年“EVOLUTION”5部作

  - 甦れ!ウルトラマン（監督）
  - ウルトラマンティガ（監督補）
  - ウルトラマンナイス（プロデューサー）※ ザゴン星人の声も担当
  - ウルトラQ dark fantasy（企画）
  - ウルトラマンネクサス（製作統括）
- ムーンスパイラル（企画・プロデューサー、監督）
- オタスケガール（プロデューサー）